# Траян
Марк У́льпій Не́рва Трая́н, більш відомий як Трая́н (лат. Marcus Ulpius Nerva Traianus); 18 вересня 53, Італіка, Бетика — 8/9 серпня 117, Селінунт, Кілікія) — римський імператор з династії Антонінів (лат. Caesar Nerva Traianus Augustus, з 28 січня 98 року). Великий понтифік з 98 року. Його правління продовжило епоху найбільшого піднесення Римської імперії, він є одним з п'яти «добрих імператорів» (Нерва, Траян, Адріан, Антонін Пій, Марк Аврелій). Перший імператор-іноземець.
Почесні титули: лат. Germanicus (з жовтня/листопада 97 р.), Pater patriae (з 98 р.), лат. Dacicus Maximus (з 31 грудня 102 р.), лат. Optimus (з весни 114 р.), лат. Parthicus (з 21 лютого 116 р.). Після смерті отримав титул Divus, тобто Божественний.

## Родина і рання кар'єра
Траян був першим імператором, народженим поза Римом. Його сім'я вела своє походження від групи солдатів, яких Сципіон Африканський у 206 до н. е. поселив у щойно заснованій колонії Італіка у іспанській провінції Бетіка.
Батько, Марк Ульпий Траян-старший (30 — до 100), був імовірно першим з роду, який домігся сенаторського стану, при Нероні. Народився він в Іспанії в родині римських переселенців. Його старша сестра Ульпія була матір'ю претора Публія Елія Адріана Афра, батька римського імператора Адріана. У 60 році він був призначений прокуратором у Бетіку, можливо командував легіоном під орудою Корбулона на початку 60-х років, у 67 році він був призначений легатом Legio X Fretensis під орудою тодішнього прокуратора Юдеї Веспасіана, з листопада 70 року він служив у Каппадокії, у тому ж році отримав консулат, а з осені 73 року — у Сирії, він запобіг спробі парфянського вторгнення. У 79/80 роках він був проконсулом провінції Азія. Після смерті у 117 році він був обожнений, отримавши почесний титул «divus Traianus pater».
Матір'ю Траяна була Марція (33 — 100), яка була дочкою Римського сенатора Квінта Марція Бареа Сури і Антонії Фурнілли. Її сестра, Марція Фурнілла була другою дружиною імператора Тита. По батьківській лінії дід Марції був Квінт Марцій Бареа, консул-суффект у 26 році і двічі проконсул Африки, а її дід по материнській лінії був Авл Антоній Руф, консул-суффект у 44 році або 45 році. У 48 році Марція народила сестру Траяна Ульпію Марціану. На честь Марції Траян заснував колонію Тамугаді у Північній Африці, яка називалася Colonia Marciana Ulpia Traiana Thamugadi.
Народився Траян 15 вересня 53 року в місті Італіка, біля Севільї, де роду Ульпії належали чималі земельні угіддя. Службу Траян розпочав монетним тріумвіром (triumvir monetalis), відповідальним за карбування грошей, у 74 році. Приблизно у цей час він одружився з Помпеєю Плотіною, родом з Немауза (Нарбонська Галлія). У 75 році він став трибуном-латіклавієм в Сирії, а двома роками пізніше був переведений на ту ж посаду в один з легіонів, розквартированих у Нижній Германії. У січні 81 року Траян став квестором, а у 86 році — претором. У наступному році він був призначений легатом Legio VII Gemina у Тарраконській Іспанії і у січні 89 року брав участь в придушенні повстання Сатурніна і його німецьких союзників хаттів, за що у 91 році отримав консульство. Пізніше отримав прокураторство у Нижній Мезії і Верхній Германії.

## Початок правління
Після вбивства Доміціана у 96 році на престол вступив старіючий сенатор Нерва. Невдоволення в армії і преторіанській гвардії та слабкість Нерви створили в сенаті підґрунтя для політичної боротьби. На самому початку правління Нерви преторіанці домоглися страти вбивць Доміціана. Сенат почав готуватися до смерті імператора, і Нерва втратив значну частину своїх повноважень. Через це у жовтні 97 року проти Нерви спалахнуло повстання легіонерів, які намагалися звести на престол нового імператора, вже з солдатського середовища. Саме тоді почалася реальна боротьба за владу. У цей час у сенаті утворилися дві фракції, кожна з яких прагнула звести свого ставленика в наступники Нерви. Один з кандидатів Нигрин Корнелій був намісником провінції Сирія, де розташовувалася одна з найпотужніших армій Римської імперії. Інша група сенаторів схилялася до кандидатури Траяна. Цими сенаторами були, ймовірно, Секст Юлій Фронтин, Луцій Юлій Урс, Гней Доміцій Талл, Луцій Ліциній Сура і Тит Вестрікій Спуріан. У тому ж році Траян був призначений прокуратором Верхньої Німеччини і Нижньої Мезії на противагу можливої узурпації Нигрина. У цій ситуації, усвідомивши наскільки слабка його влада, Нерва (що був юристом) придумав систему, яка забезпечила процвітання Римської імперії протягом наступного століття — згідно з нею імператор (званий також Августом) мав ще за життя призначити собі наступника і співправителя (званого цезарем), причому вибір цезаря мав здійснюватися незалежно від спорідненості, а тільки за його особистими якостями. З метою закріплення влади цезаря він всиновлювався августом. Коли преторіанці захопили імператорський палац на пагорбі Палатин, Нерві не вдалося врятувати деяких своїх чиновників. Але він вчинив мудро, зробивши своїм співправителем і спадкоємцем (тобто цезарем) Траяна. Згідно панегірику Плінія, це було божественне натхнення.
У вересні 97 року Траян, перебуваючи в Могонтіаці (Майнці) по завершенню успішного походу проти свевів, отримав від Адріана звістку про усиновлення Нервою. На новий 98 рік Траян був обраний консулом разом зі своїм фактичним співправителем Нервою. Через 27 діб прибулий з Риму Адріан повідомив Траяну, що перебував в Колонії Агрипини, про смерть Нерви. Траян отримав титул імператора, а згодом (25 жовтня) проконсульську (proconsulare imperium maius) і трибунську (tribunicia potestas) владу; в цілому він був трибуном 21 раз, проте в Рим повернувся не відразу, вирішивши тимчасово залишитися у Германії. Там Траян займався продовженням зміцнення кордонів між верхів'ями Рейну і Дунаю. Навесні Траян почав інспектувати стан справ на дунайському кордоні, відвідавши Паннонію і Мезію, що постраждали від нашестя давнього ворога Риму Децебала, і лише у вересні наступного року повернувся до Риму. Там він здійснив тріумфальний в'їзд в місто. Місяць потому Траян провів роздачу першої конгіарія — грошової винагороди кожному громадянину на честь свого вступу на посаду.

## Зовнішність і особисті якості
Траян був високого зросту і мав гарну статуру. Його обличчя мало зосереджений вираз власної гідності, посилений передчасною сивиною. Ось що писав Діон Кассій про його звички:

« Він відзначався серед всіх справедливістю, хоробрістю і невибагливістю звичок… Він нікому не заздрив і нікого не вбивав, але поважав і підіймав всіх гідних людей без винятку, не відчуваючи до них ненависті або страху. На наклепників він не звертав уваги і не давав волі своєму гніву. Йому було непритаманне користолюбство, і він не скоював неправедних вбивств. Він витрачав величезні кошти як на війни, так і на мирні роботи, і зробивши дуже багато вкрай необхідного по відновленню доріг, гаваней і громадських будівель, він не пролив нічиєї крові в цих діях… Він був поруч з людьми не тільки на полюванні і бенкетах, але і в їх справах і намірах… Він любив запросто входити в будинки містян, часом без варти. Йому бракувало освіти в прямому сенсі цього слова, але по суті він багато знав і вмів. Я знаю, звісно, про його уподобання до хлопчиків і вина. Але якби внаслідок своїх слабкостей він здійснював аморальні вчинки, це викликало б широке засудження. Проте відомо, що він пив, скільки хотів, але при цьому зберігав ясність розуму, а у відносинах з хлопчиками нікому не завдав шкоди».

Думка Аврелій Віктор у його творі «Про цезарів»:
Траян був справедливий, милостивий, довготерпеливий, вельми вірний друзям; так, він присвятив своєму другу Сурі споруду: (саме) лазні, іменовані Суранськими. Він так довіряв щирості людей, що, вручаючи, за звичаєм, префекту Преторія на ім'я Субуран знак його влади — кинджал, неодноразово йому нагадував: «Даю тобі цю зброю для охорони мене, якщо я буду діяти правильно, якщо ж ні, то проти мене». Адже тому, хто керує іншими, не можна допускати в собі навіть найменшої помилки. Мало того, своєю витримкою він пом'якшував і властиву йому пристрасть до вина, якою страждав також і Нерва: він не дозволяв виконувати накази, дані після довготривалих бенкетів. .

## Особисте життя
Історик Діон Кассій зазначив, що Траян був любителем молодих чоловіків, на відміну від звичайної бісексуальної діяльності, яка була поширеною серед римських чоловіків вищого класу того періоду. Імператор Юліан сардонічно згадав про сексуальні вподобання свого попередника, зазначивши, що сам Зевс мав би бути насторожі, якби його Ганімед наблизився до Траяна. Ця неприязнь відображала зміну звичаїв, що почалася з династії Северів, передбачувані коханці Траяна включали майбутнього імператора Адріана, пажів імператорського дому, актора Пілада, танцюриста на ім'я Аполавст, Луція Ліцинія Сура та попередника Траяна Нерву. Діон Кассій також розповідає, що Траян уклав союз з Абгаром VII через прекрасного сина останнього, Арбанда, який потім танцював для Траяна на бенкеті.

## Військова діяльність

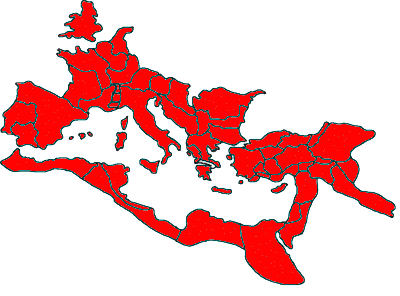
Римська імперія у 117 році

Траян вніс істотні зміни в структуру римської армії в цілому. Були створені:
- легіони Legio II Traiana fortis і Legio XXX Ulpia Victrix (обидва у 105 році для Другої Дакійської кампанії, так що загальне число легіонів досягло при Імперії максимуму — 30);
- али I Ulpia contariorum miliaria й Ulpia dromedariorum, що складалися з бойових верблюдів, декілька підрозділів романізованних даків і 6 допоміжних когорт з набатейців;
- Нова кінна охорона (лат. equites singulares) вихідною чисельністю у 500 з тубільців Фракії, Паннонії, Дакії і Реції.

Так звані frumentarii були перетворені в розвідувальне формування, і були у складі лат. Castra Peregrinorum. Для зміцнення дунайського кордону було зведено Траянові вали. У медичній службі з'явилися 3 нові посади — medicus legionis, medicus cohortis й optio valetudinarii (відповідно легіонний, когортний медик і завідувач військовим шпиталем).

### Дакійські війни
Вже майже з самого початку правління Траян, не зволікаючи, став готуватися до дакійської кампанії, що мала раз і назавжди відвести серйозну загрозу, що довгий час нависала над дунайським кордоном. Підготовка велася майже рік — в гірських районах Мезії були побудовані нові фортеці, мости і дороги, до дев'яти легіонів що стояли на Дунаї були додані війська, викликані з Германії і східних провінцій. На базі Legio VII Claudia у Вімінаціумі був зібраний ударний кулак з 12 легіонів, 16 ал і 62 допоміжних когорт загальною чисельністю до 200 тис. вояків. Після цього, в березні-травні 101 року, римська армія, порушивши договір Доміціана і розділившись на дві колони (західною командував сам Траян), понтонними мостами перейшла Дунай. Цим силам протидіяла приблизно 160-тисячна армія Децебала. (включаючи 20 тис. союзників — бастарнів і роксоланів).
У Тібіскі військо знову з'єдналося і стало просуватися до Тапів. У Тапах на підступах до столиці Дакії Сармизегетузі, у вересні відбулася битва (Друга битва при Тапах) з даками, де даки були розгромлені. Проте це не була вирішальна перемога
Відхиливши пропозиції Децебала про мир, Траян був змушений прийти на допомогу атакованим фортецям на південь від Дунаю. Там його спіткав успіх — прокуратор Нижньої Мезії Лаберій Максим полонив сестру Децебала, без бою були відвойовані захоплені після поразки Корнелія Фуско трофеї.

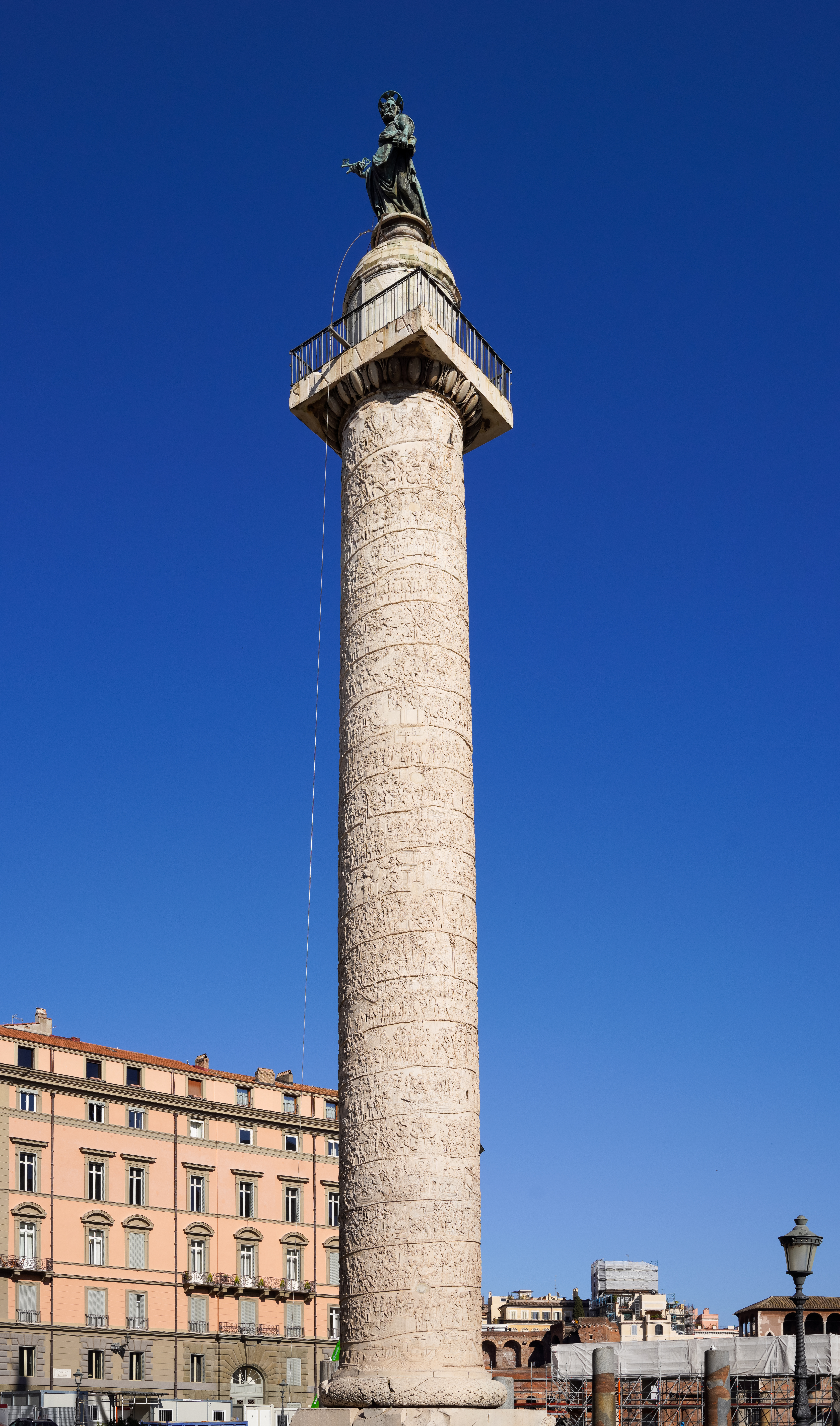
Колона Траяна в Римі

Протягом наступної зими, король Децебел взяв на себе ініціативу, почавши контратаку через Дунай далі вниз за течією, за підтримки сарматської кінноти, примушуючи Траяна прийти на допомогу військам його ар'єргарду. Вторгнення даків було відбито після двох боїв в Мезії: у Никополіс ад Іструм (лат. Nicopolis ad Istrum) й Адамклісі — у лютому 102 року поблизу Адамкліссі відбулася кровопролитна битва, в ході якої Траян наказав розірвати на бинти одяг. Загинуло майже 4 тисячі римлян. На честь цієї піррової перемоги в Адамкліссі були споруджені монументальні пам'ятники, величезний мавзолей, могильний вівтар зі списком загиблих і невеличкий курган. Навесні було розпочато контрнаступ, проте римляни, доклавши значних зусиль, відкинули даків назад в гори.
Повторну пропозицію про мир Траян знову відхилив і вже восени зумів підійти до Сармизегетуза. На третю спробу провести переговори Траян погодився, так як його армія на той час була виснажена в боях, але з досить суворими для даків умовами: Децебалу довелося відмовитися від деяких регіонів Дакії, повернути всіх римських втікачів (більшість з них були ремісниками-фахівцями), і здати всі свої бойові машини Хоча пізньої осені 102 року ані Траян ані його командири не вірили в успішне завершення боротьби.
Траян повернувся до Риму з тріумфом і отримав титул Dacicus
Хоч в грудні був відсвяткований тріумф, Траян наказав своєму цивільному інженеру Аполлодору вибудувати біля фортеці Дробета грандіозний кам'яний міст через Дунай, щоб мати можливість швидко перекидати в Дакію підкріплення, але через недотримання договору його будівництво було прискорено, а охорона доручена легіону Legio I Italica. Траян також наказав поліпшити транспортну інфраструктуру навколо Залізних Воріт. Він доручив створити або розширити дороги Також було побудовано канал в обхід Залізних Воріт.
Хоча мир 102 року відновив державність Дакії, як клієнтської держави, проте Децебал, вирішив розпочати відбудову війська, запросивши на свій терен римських втікачів заново, а також чинити тиск на своїх західних сусідів, язигів, приєднуючи їх до себе. Намагаючись створити антиримський блок, Децебал не лишив Траяну альтернативи окрім прямого завоювання. Нарешті, 105 року, Децебал розпочав вторгнення на окуповані Римом території на північ від Дунаю

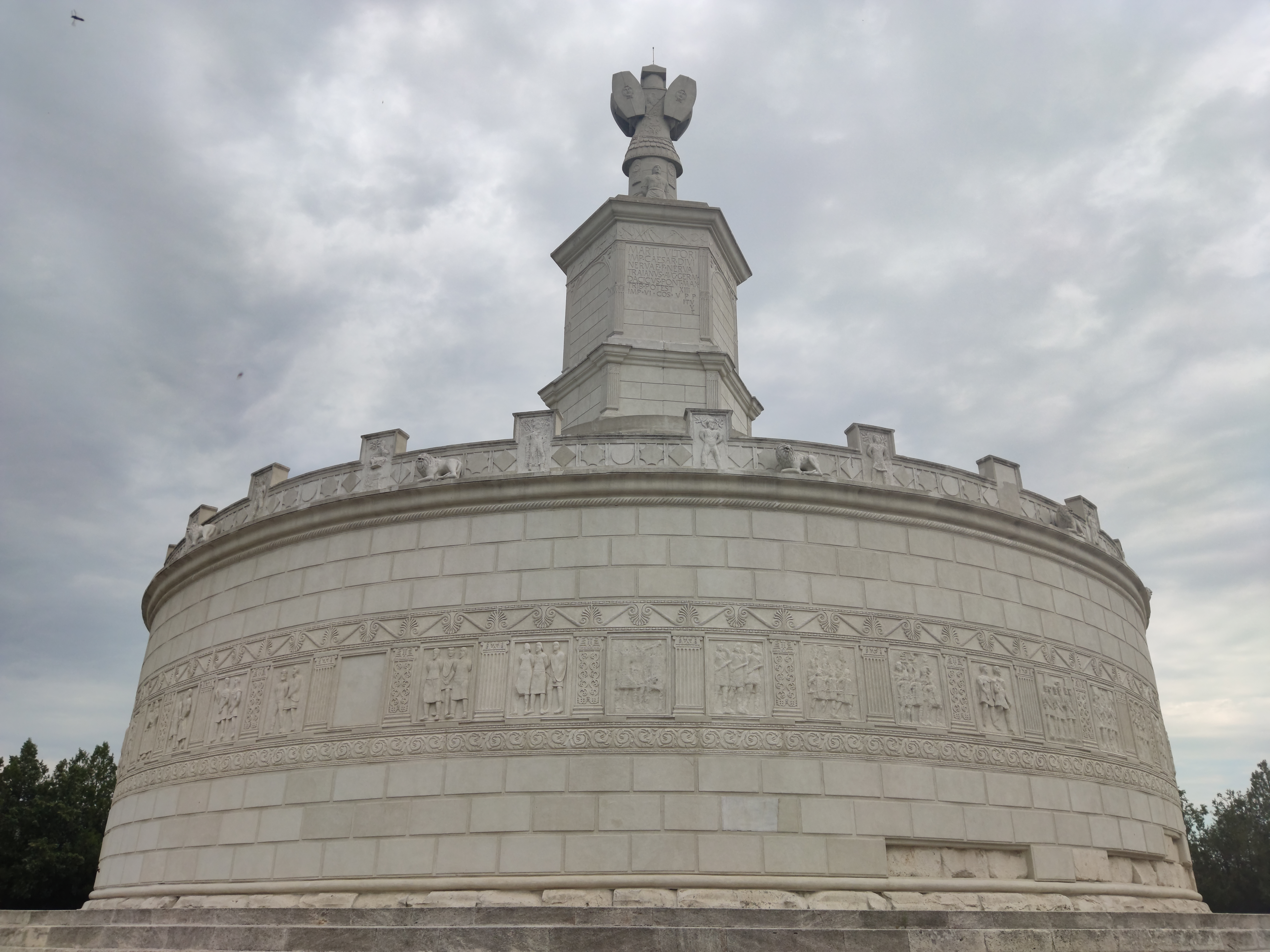
Трофей Траяна — монумент, споруджений на честь перемоги в Дакії (на фотографії — сучасний макет)

6 червня 105 року Траян був змушений почати нову кампанію, але мобілізував менші сили — 9 легіонів, 10 кінних ал, 35 допоміжних когорт (всього — 150,000 — 175,000,) і дві дунайські флотилії. Даки мали 200 000 вояків. На початку війни був побудований ще один міст через Дунай, щоб швидше переправити легіони в Дакію. В результаті боїв римляни знову проникли в гори Орештіє і зупинилися біля Сармизегетуза. Наступ на столицю Сармизегетуза відбувся на початку літа 106 року за участю Legio II Adiutrix і Legio IV Flavia Felix і вексіляції від Legio VI Ferrata. Даки відбили першу атаку, але римляни зруйнували водогін, щоб швидше взяти місто. Траян осадив столицю. У липні Траян взяв її, але врешті-решт даки її підпалили, частина знаті, щоб уникнути полону, вчинило самогубства. Залишки військ разом з Децебалом втекло в гори, проте у вересні вони були наздогнані римським кінним загоном на чолі з Тиберієм Клавдієм. Децебал наклав на себе руки, а Тиберій, відрубавши йому голову і десницю — відіслав їх Траяну, який надіслав їх до Риму, де голова була виставленіа на щаблях, що ведуть до Капітолія і потім кинута на Гемонієву терасу. До кінця літа 106 року війська Траяна придушили останні осередки опору, і Дакія стала римською провінцією. Неподалік від Сармизегетуза заклали нову столицю Дакії — Ульпію Траяна (Colonia Ulpia Traiana Augusta Dacica). На нові завойовані землі ринули переселенці з імперії, переважно з її балканських і та інших східних околиць. Разом з ними на нових землях запанували нові релігійні культи, звичаї і мови. Переселенців вабили багатства прекрасного краю і насамперед золото, знайдене в горах. За даними піздньоантичного автора Іоанна Ліда, що посилався на військового медика Траяна Тита — Статілія Критона, було взято близько 500 тис. військовополонених.
Столиця (Ульпія Траяна) була задумана як чисто цивільний адміністративний центр і мала романізований адміністративний апарат (декуріони, едили тощо) Міське життя у римській Дакії, ймовірно, було обмежено римськими колоністами, в основному військовими ветеранами; не існує доказів існування в провінції поселень перегрінів.
Даки-тубільці продовжували жити в розкиданих сільських населених пунктах, згідно своїх традицій Основні зусилля з урбанізації Траяна сконцентрував в Мезії, де він створив нові міста Нікополь ад Іструм та Маркіанополь. Вікус (лат. Vicus) також був створений біля Tropaeum Traianum.
У дакійських походах Траян зумів створити корпус талановитих командувачів, а саме Луцій Ліциній Сура, Лусій Квієт і Квінт Марцій Турбон. У сферу римського впливу потрапило північне узбережжя Понта (Чорного моря). Контроль над Боспором і політичний вплив на іберів було посилено. Тріумф імператора відбувся 107 року і був грандіозним. Ігрища тривали 123 дня, на них виступили понад 19000 гладіаторів. Дакські трофеї склали п'ять мільйонів фунтів золота і десять мільйонів срібла. . Урочистості святу додали почесні гості з Індії.

### Східна кампанія
На заході імперія досягла своїх природних меж — Атлантичного океану, тому Траян перемістив центр уваги своєї зовнішньої політики на Схід, де продовжували зберігатися багаті і стратегічно важливі, але ще неосвоєні Римом області.
Після завершення підкорення Дакії Траян анексував Набатейське царство, скориставшись розбратами після смерті його останнього царя Рабеля II. В кінці 106 або на самому початку 107 року Траян послав армію під орудою сирійського легата Авла Корнелія Пальми Фронтоніана, яка зайняла столицю Аравії Петру. Відразу ж після анексії Аравія була організована в нову провінцію — Аравія Петреа. Першим намісником провінції був Гай Клавдій Север, який одночасно обіймав посаду командувача Legio III Cyrenaica, який було перекинуто з Єгипту. На початку 111 року Клавдій Север почав будівництво Via Traiana Nova — дороги, що прямувала з півдня на північ через всю Аравію. Ця дорога до сих пір функціонує в Йорданії й викликає захоплення фахівців в тому, що вона проведена точно по межі з пустелею, тобто територією, на якій, за визначенням, життя бути не могло. Фактично ця дорога визначала кліматичну зону, зручну для людського проживання, і одночасно — кордон провінції і імперії зі сходу. Столицею нової провінції Траян вирішив зробити Босру — місто перейменували у Nova Traiana Bostra.
Розбіжності зі старим ворогом Парфією через кандидатів на вірменський трон (парфянським ставлеником був Партамасір, римським — Ашхадар) стали каталізатором до підготовки головної фази кампанії, в ході якої були завойовані плацдарми для наступу. Після невдалих переговорів з парфянським царем Хосроєм в жовтні 112/113 року Траян виїхав з Італії, одночасно на Схід було перекинуто підкріплення з дакийських гарнізонів, всього проти Парфії було виставлено 11 легіонів.
7 січня 114 року Траян прибув в Антіохію для ліквідації виниклих після парфянських набігів заворушень, а пізніше через Самосату у верхів'ях Євфрату вирушив до Сатали — місця збору північного угруповання військ. Відкинувши формальне визнання Партамасірісом римської влади, Траян швидко зайняв Вірменське нагір'я. На півночі були розпочаті успішні переговори з Лазикою, Іберією і Албанією, що убезпечило римлянам східне Причорномор'я. Ліквідувавши парфянське панування на південному сході Вірменії, війська поетапно зайняли Атропатену і Гірканію. Восени всі регіони Вірменії і частина Каппадокії були об'єднані в провінцію Вірменія.
У 115 році Траян розпочав наступ на північно-західну Месопотамію. Місцеві князьки, васали Хосроя, майже не чинили опору, оскільки він був зайнятий у східній частині царства і не міг надати їм ніякої допомоги. Після заняття основних міст — Сінтари і Нізибиса — наприкінці року Месопотамія була також оголошена провінцією. Вдруге перебуваючи в Антіохії, 13 грудня 115 Траян дивом врятувався під час руйнівного землетрусу, вистрибнувши з вікна будинку, і кілька днів був змушений провести просто-неба на іподромі. Важкі руйнування цієї тилової бази армії ускладнили подальші дії, проте навесні наступного року завершення будівництва великого флоту на Євфраті ознаменувало продовження кампанії.
Армії рушили по Євфрату і Тигру двома колонами, зв'язок між ними, підтримувався ймовірно, по старих каналах, які відновив Траян. Після захоплення Вавилону кораблі євфратської армії були транспортовані по суші до Тигру, де військо з'єдналося і увійшло в Селевкію. Хосрой не зумів впоратися з внутрішнім розбратом, і парфянська столиця Ктесифон була взята без особливого опору, в результаті чого цар змушений був тікати, проте була полонена його дочка. Пізніше Септимій Север після свого парфянського походу просив сенат присвоїти йому титул «„divi Traiani Parthici abnepos“» — «праправнук божественного Траяна Парфянського».
Траян домігся небувалого успіху: в районі Селевкії і Ктесифона була створена чергова провінція — Ассирія, в гирлі Євфрату було захоплене Мезенське царство, а флотилія спустилася вниз за течією до Перської затоки, і Траян, якого радо зустріли в портовому місті Хараксі, почав планувати подальше просування до Індії. За однією з легенд він вийшов до моря і, побачивши що пливе до Індії корабель, віддав хвалу Александру Македонському і сказав: «Якби я був молодим, я поза сумнівами вирушив би до Індії».

## Провінційна політика
Городянам декількох міст рідної Іспанії Траян надав римське громадянство. У процесі колонізації Дакії Траян переселив з романізованного світу велике число людей, оскільки корінне населення через агресивні війни з Децебалом значно зріділо. Траян приділяв велику увагу золотодобувній промисловості,  на деякі копальні направив кваліфікованих у цій справі пірустів. Уже існуючі римські центри, такі як Петовіон у Верхній Паннонії або Раціарія і Еск у Нижній Мезії, були зведені у ранг колоній, утворено цілий ряд муніципій, старі міста, наприклад, Сердика, планомірно відновлювалися.
У приєднаному Набатейському царстві через його велике стратегічне значення почалася не менш бурхлива романізація. Так само, як і на Дунаї, відразу ж почалося будівництво доріг, укріплень і системи спостереження. Вже при першому прокураторі Гаї Клавдії Севері було розпочато будівництво доріг між Червоним морем і Сирією. Систематично ремонтувалася і охоронялася дорога via Nova Traiana від Аккаби через Петру, Філадельфію і Босру на Дамаск, яка являла бруківку сім метрів завширшки і була однією з найважливіших шосейних доріг на всьому Близькому Сході. Паралельно з цією магістраллю була побудована ешелонована система спостереження з маленькими фортецями, баштами і сигнальними станціями. Їх завдання полягало в контролі над караванними шляхами і оазами в прикордонній зоні і в спостереженні за всією караванною торгівлею. У місті Босра було розташовано легіон римлян, що захищав землі Нової провінції від нападів номадів.

### Повстання
Незважаючи на колосальні досягнуті успіхи, ще у 115 році в армійському тилу розпочалися спочатку поодинокі юдейські повстання. Багато хто в черговий раз очікував приходу месії, який міг загострити сепаратистські і фундаменталістські настрої. Розпочався розбрат між юдеями та греками. Надгробок Помпея, що захопив Єрусалим, було практично зруйновано. Єгипетський прокуратор Марк Рутілій Луп зміг лише вислати Legio III Cyrenaica або Legio XXII Deiotariana для захисту Мемфіса. Для відновлення порядку в Александрії Траян вислав туди Марція Турбона з Legio VII Claudia і військовими суднами, а для реконструкції зруйнованих храмів довелося провести конфіскацію юдейського майна. На Кіпрі висадився Луцій Север.
Проте восени наступного року парфяни та юдеї розгорнули великий партизанський рух, який досяг Вірменії та Північної Месопотамії, трохи пізніше від Риму відпало грецьке місто Селевкія. На відміну від інших осередків повстання в Месопотамії утворився єдиний фронт, у формування якого, можливо, зробили значний внесок дрібні юдейські династії, що в рамках Парфянського царства продовжували керувати своїми васальними державами. Траян насилу контролював ситуацію. У Північну Месопотамію був посланий жорсткий Луцій Квієт, який командував мавританськими допоміжними формуваннями, Селевкія і Едеса, що відокремились, були взяті штурмом і спалені. За ці успішні дії Траян у 117 призначив Квієта юдейським прокуратором. Квієт був одним з нечисленних темношкірих, які зуміли зробити кар'єру на римській службі.
На іншому фронті парфяни розбили військо консуляра Аппія Максима Сантри, декілька гарнізонів було знищено. У Ктесифоні Траян спробував поставити царем проримського аристократа Партамаспата, але частина військ, що були в розпорядженні, вже була перекинута до Юдеї. Проте контрнаступ Хосроя було попереджено — війська Вірменського пропарфянського царя Санатрука були розбиті, а з Вологез II були проведені переговори. Після придушення месопотамського повстання невідомий автор написав так звану «Книгу Ельхазаї», в якій йшлося про те, що кінець світу настане протягом найближчих трьох років.

## Внутрішня політика
Траян користувався величезною популярністю як і в народі, так і у вищих державних колах і, як говорили, відзначався великою фізичною силою і витривалістю. Він любив полювати, плавати, гребти і продиратися крізь лісові нетрі. У період свого принципату Траян був консулом всього 9 разів, часто віддаючи цю посаду своїм друзям. За весь період імперії було всього близько 12 або 13 приватних осіб (Privati), які здобули триразове консульство. При Траяні таких було троє: Секст Юлій Фронтін, Тит Вестріцій Спурінна (обидва — у 100) і Луцій Ліциній Сура (107), а десять його воєначальників у дакійських кампаніях і найближчих друзів (Луцій Юлій Урс Сервіан, Лаберій Максим, Квінт Гліцій Атілій Агрікола, Публій Метилій Сабін Непот, Секст Аттій Субуран Еміліан, Тит Юлій Кандид Марій Цельс, Анций Юлій Квадрат, Квінт Сосій Сенеціон, Авл Корнелій Пальма Фронтоніан і Луцій Публілій Цельс) двічі були консулами. Нові члени сенату стали призначатися зі східних провінцій, процеси по образі величі були скасовані. Щоб привітати друзів зі святами або коли вони хворіли, Траян часто заходив до них в гості. За Євтропієм, врешті-решт, оточуючі навіть стали його докоряти, що з усіма він тримається як простий громадянин.
Вручаючи за звичаєм новому префекту преторія Субурану знак його влади — кинджал — Траян сказав: «Даю тобі цю зброю для охорони мене, якщо я буду діяти правильно, якщо ж ні, то проти мене» . Говорили, що, вирушаючи в один з дакійських походів, він був зупинений жінкою, яка скаржилися на несправедливе засудження сина. Тоді він зійшов з коня, особисто вирушив з прохачкою в суд, і тільки коли справа була вирішена сприятливим для неї чином, похід було продовжено.

### Фінанси і аліментарна система

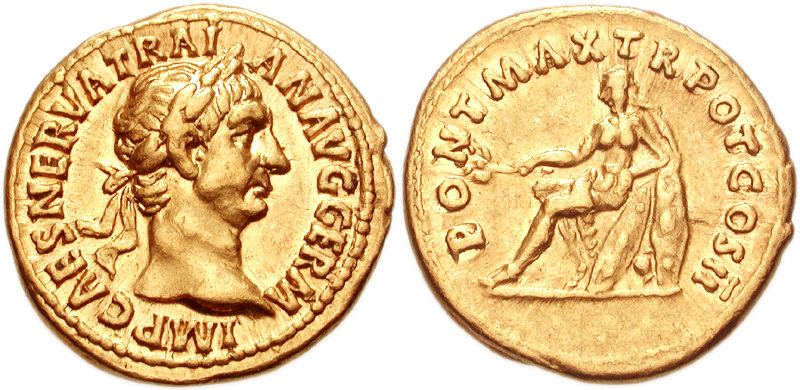
Ауреус Траяна

Траян продовжив розвиток аліментарної системи, тобто системи державної підтримки малозабезпечених громадян, закладеної його попередником — Нервою. У аліментарній системі одним з важливих нововведень було створення за рахунок податків і внесків приватних осіб декількох місцевих аліментарних фондів, з яких видавалися щомісячна допомога дітям з бідних сімей (хлопчикам — 16 сестерціїв, дівчаткам — 12). Була введена нова посада кураторів (лат. curatores alimentorum), які, представляючи Рим, отримали фінансовий контроль в областях Італії і провінціях. Ювенал, сучасник Траяна, висловив відому вимогу нижчих верств — «хліба і видовищ», і Траян дійсно стабілізував постачання Риму зерном, зобов'язавши кожного сенатора вкладати третину свого стану в господарство на італійських землях, а з аліментарного фонду під невеликі відсотки фінансувалися селяни, завдяки чому Італія практично перестала залежати від єгипетських поставок хліба. Бідні італійські землевласники змогли продавати свою нерухомість за дорогою ціною і купувати дешеву землю в провінціях. Для зернових імпортних поставок імперії в Остії на доповнення до гавані Клавдія була побудована нова, гексагональна гавань — Portus Traiani Felicis, керована прокуратор procurator Portus Utriusque (прокуратором обох гаваней), де баржі від припливших суден переправляли вантаж вгору по Тибру до Риму. У пірса такого розмаху міг би пришвартуватися «Титанік» і навіть американський авіаносець «Німіц».
Через приплив 165 т дакійського золота і 331 т срібла ціна на золото впала на 3-4 %, були скасовані всі податки за 106 рік, а кожен платник податків отримав по 650 денаріїв, що вдвічі перевищувало річну платню легіонера. До традиційної столичної роздачі хліба (до якої було приписано 5 тис. дітей що потребують) додалася роздача вина і масла, така ж практика існувала і в інших районах на кошти муніципалітету і приватних благодійників.

## Будівництво
Масштабна будівельна програма Траяна, розгорнута на кошти від переможних походів, справила величезний вплив на інфраструктуру Риму і Італії і внесла ще більший внесок в образ найкращого принцепса. Керував будівництвом (і проектував всі найзначніші споруди) Аполлодор Дамаський — супутник Траяна ще з Дакійської Кампанії. Майже всі нові споруди отримали когномен або номен Траяна — знаменита колона заввишки близько 40 метрів, форум, ринок у нового форума, базиліка, так званий «Трофей» (Tropaeum Traiani), терми Траяна, акведук Траяна, дорога (via Traiana, що пропонувала легший маршрут від Брундізія, ніж Аппієва) тощо. У зв'язку з модернізацією гавані в Анконі у 114—115 роках була зведена арка з написом «providentissimo principi quod accessum Italiae hoc etiam addito ex pecunia sua portu tutiorem navigantibus reddiderit». У сучасному Римі, крім руїн форуму, ринку і терм, про царювання Траяна  нагадує знаменита колона (у 1587 році фігура імператора, що стояла на ній, була замінена статуєю Апостола Петра). Колона на всю висоту прикрашена разюче тонкої роботи барельєфами, що зображують епізоди війни з даками. Також добре відома тріумфальна арка Траяна в Беневенто на півдні Італії. Але особливо Траян любив вибудувану ним же гавань Центум Целли. Середню і всю Східну Європу стала перетинати Via Istrum, від півдня Чорного моря через всю Малу Азію до Євфрату стала проходити велика транспортна артерія, знову був відкритий канал від Нілу до Червоного моря — канал фараонів. Також відомий міст на річці Таг в Іспанії, біля сьогоденної Алькантри.. Він з'єднує два крутих берега, його висота від водною поверхнею понад 70 метрів. Аркади моста складені з гранітних блоків.

## Optime Principe

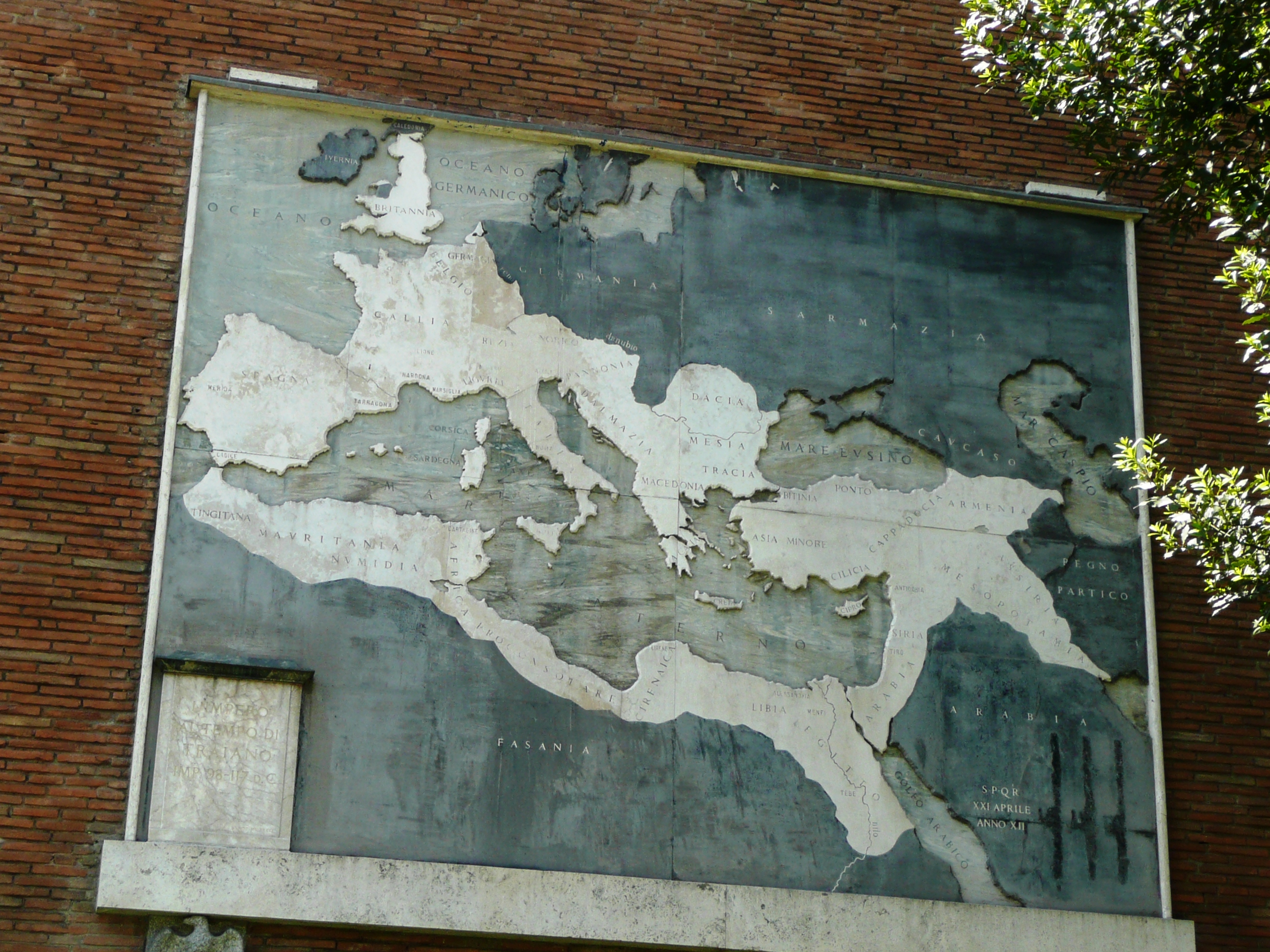
Карта Римської імперії за часів Траяна, 98-117 рр. н. е.

Траян залишив собі славу одного з найкращих римських правителів. Він був першим, кому римляни привласнили титул «Optime Principe». Траян займав посаду консула шість разів, двічі був полководцем і двадцять разів удостоювався повноважень трибуна. Титул «Германський» він отримав при житті Нерви, а титул «Дакійський» — в 103 р. Найменування OPTIMUS (Найкращий) вперше з'явилося на його монетах в 104 р.

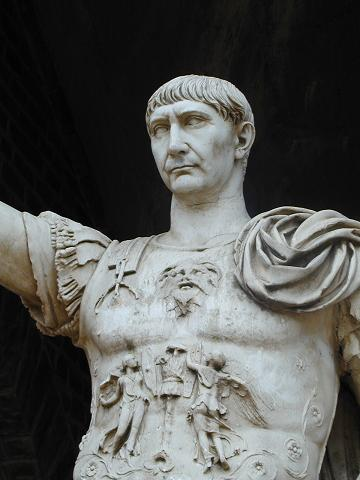
Траян

У роки правління Траяна монети карбували в Римі, Малій Азії, Галії й Іспанії.

## Ставлення до християн
Траян у своїй політиці щодо християн не впроваджував нічого нового, а тільки продовжував політику своїх попередників. Заборонив таємні зібрання, велів страчувати християн за одне лише ім'я. Були скасовані безіменні доноси. Тобто мусив бути позивач інакше справу не розглядали в суді. Процес суду над християнами був спрощений при ньому. За його правління, за свідченням Євсевія Кесарійського, мученицьки загинув Ігнатій Антіохійський, Симеон Єрусалимський і Климент Римський.

## Творчість
Надавав покровительство римським та грецьким письменникам. Траян сам спробував себе в літературі. Описав війну з даками — «Книги про даків» (Dacicorum libri), яку цитували ще в V ст. Проте на сьогодні втрачено. Відомі листи Траяна до Плінія Молодшого, що являють собою рідкісний та цінний зразок службової кореспонденції.

## Пам'ять

### Україна
У 1918 році на його честь був названий корабель «Імператор Траян».